# Knut Dahlberg
Knut Dahlberg, född 23 maj 1877 i Malmö, död 10 februari 1949 i Stockholm, var en svensk jurist, finansman och politiker.

## Biografi
Dahlberg blev juris kandidat vid Lunds universitet 1900, polisnotarie i Malmö stad 1906, stadsnotarie där 1908, var ombudsman hos drätselkammaren 1907–1917 samt rådman 1913–1921. Han var statsråd och chef för Jordbruksdepartementet under tiden 30 mars till 19 oktober 1917 i Carl Swartz ministär och konsultativt statsråd 27 oktober 1920 till 13 oktober 1921 i De Geers och von Sydows ministärer. Han var häradshövding i Sollentuna och Färentuna domsaga 1921–1922, vice verkställande direktör i AB Svenska Handelsbanken 1922–1928 och verkställande direktör i Svenska Bankföreningen 1928–1942.
Dahlberg var sekreterare och ledamot i kommunala kommittér och styrelser i Malmö, sakkunnig i Finansdepartementet angående Tullverkets organisation 1912, ledamot av inkorporeringslagstiftningskommittén 1913, stadsplanelagstiftningskommittén 1916, ledamot och vice ordförande folkhushållningskommissionen 1916 och ledamot av produktionskommittén 1917 och 1918, ordförande i sjöfolkslönekommittén 1919, i sjölagstiftningskommittén 1919, i centrala skiljenämnden för arbetstvister 1920, i bolagsskatteberedningen 1928, i frihamnssakkunniga 1931, i clearingnämnden 1934, delegat vid internationella arbetskonferensen i Genua 1920, vid internationella checkkonferensen i Genève 1931, ledamot av skatteutjämningsberedningen 1930, av rikskommissionen för ekonomisk försvarsberedskap 1932 och valutastyrelsen 1940. Dahlberg blev 1939 ordförande i Handelskamrarnas Nämnd, som konstituerades samma år. Från 1928 var Dahlberg ledamot av arbetsutskottet för Svenska nationalkommissionen för internationella näringsfrågor och ledamot av Styrelsen för svenska skeppshypotekskassan från 1929.
Dahlberg utgav bland annat 1919 års lagstiftning angående kommunala nybildningar (1920). Han blev ledamot av Lantbruksakademien 1936 och hedersledamot 1946. 1943 blev Dahlberg suppleant för den biträdande ledamoten i Bank- och fondinspektionen.

### Familj
Knut Dahlberg var son till magistratssekreteraren Arvid Dahlberg och Carolina Möllander. Han gifte sig 1908 med Ester Aurell (1882–1957), dotter till häradshövdingen Fritz Aurell och Ragnhild Ekwall.

## Utmärkelser
- Kommendör med stora korset av Nordstjärneorden, 6 juni 1941.[10]
- Kommendör av första klassen av Nordstjärneorden, 6 juni 1921.[11]
- Kommendör av andra klassen av Nordstjärneorden, 5 juni 1920.[12]
- Riddare av Nordstjärneorden, 1917.[13]
- Kommendör av första klassen av Vasaorden, 6 juni 1936.[14]
- Kommendör av Vasaorden, 6 juni 1918.[15]
- Första klassen av Finska Frihetskorsets orden, 1941.[16][17]
- Andra klassen av Finska Frihetskorsets orden, 1940.[11][16]
- Kommendör av första klassen av Finlands Vita Ros’ orden, tidigast 1935 och senast 1937.[18][19]
- Kommendör av första klassen av Norska Sankt Olavs orden, tidigast 1931 och senast 1935.[18][20]
- Tyska örnens orden (med grad som på svenska angivits som Storofficer), 1941.[16][17]